# Fear Effect 2: Retro Helix
Fear Effect 2: Retro Helix est un jeu vidéo d'action-aventure développé par Kronos Digital Entertainment (en) et édité par Eidos Interactive en 2001 sur PlayStation. C'est la préquelle de Fear Effect.

## Accueil
- Jeuxvideo.com : 16/20[1]